# Mata Air
Mata Air is een bestuurslaag in het regentschap Kupang van de provincie Oost-Nusa Tenggara, Indonesië. Mata Air telt 4861 inwoners (volkstelling 2010).